# Aspelta imbuta
Aspelta imbuta är en hjuldjursart som beskrevs av Harry K. Harring och Myers 1928. Aspelta imbuta ingår i släktet Aspelta och familjen Dicranophoridae. Inga underarter finns listade i Catalogue of Life.